# 向日葵组 2nd Stage“不要让梦想死去”
“向日葵组 2nd Stage「不要让梦想死去」”（日语：ひまわり組 2nd Stage「夢を死なせるわけにいかない」）是由AKB48的Team A与Team K混合编成的向日葵组的第2台剧场公演。本页也记述了剧场G-Rosso公演的相关事项。

## 概要
Team A与Team K的混编组——向日葵组公演的第二弹。与1st Stage的「我的太阳一样」，人员采取双轨制，每个位置上选出主成员（1st成员）和副成员（2nd成员），并分别举行公演。但与1st stage时期相比，人员发生了部分变化。2009年6月至10月举行的剧场G-Rosso公演也采用了本台公演的曲目，当时Team A、K、B、研究生大多数成员均有各自的位置分配，公演时从每位置上选出一人出演。公演内容与向日葵组2nd公演基本相同，但因舞台构造相差很大，因此舞蹈动作等有所变更。

## 公演内容

### 曲目
1. 《overture》
（作曲、编曲：尾澤拓实（日语：尾澤拓実）　歌：TAZ）

基本上所有AKB48公演都有使用。
2. 《浪漫、不需要》（ロマンス、イラネ）
（作词：秋元康　作曲：Rie　编曲：CHOKKAKU（日语：CHOKKAKU））
3. 《不要让梦想死去》（夢を死なせるわけにいかない）
（作词：秋元康　作曲：Shusui　编曲：景家淳）
4. 《让我们再前进一厘米》（Let's get "あと1センチ"）
（作词：秋元康　作曲、编曲：Funta（日语：Funta））
5. 《爱与自尊》（愛とプライド）
（作词：秋元康　作曲：成瀬英樹　编曲：関淳二郎、小野隆）
6. 《Bye Bye Bye》
（作词：秋元康　作曲：近藤薫　编曲：原田卓也）
7. 《初次的果糖》（初めてのジェリービーンズ）
（作词：秋元康　作曲：佐伯高志　编曲：依田和夫（日语：依田和夫））
8. 《隔壁的香蕉》（となりのバナナ）
（作词：秋元康　作曲、编曲：前山田健一）
9. 《记忆的两难》（記憶のジレンマ）
（作词：秋元康　作曲、编曲：白戸佑輔）
10. 《Confession》
（作词：秋元康　作曲：上田晃司　编曲：草野）
11. 《去森林吧》（森へ行こう）
（作词：秋元康　作曲：Shusui、Stefan Aberg　编曲：勝又隆一）
12. 《青春的闪电》（青春の稲妻）
（作词：秋元康　作曲：BOUNCEBACK（日语：BOUNCEBACK）　编曲：高島智明）
13. 《活着真好》（生きるって素晴らしい）
（作词：秋元康　作曲、编曲：井上义正（日语：井上ヨシマサ））
14. 《爱的毛巾》（愛の毛布）
（作词：秋元康　作曲：成瀬英樹　编曲：樫原伸彦（日语：樫原伸彦））

安可曲
1. 《摇滚吧、人生就是…》（ロックだよ、人生は…）
（作词：秋元康　作曲：鈴木秋則（日语：鈴木秋則）　编曲：田口智則（日语：田口智則）、稲留春雄）
2. 《50%》
（作词：秋元康　作曲：BOUNCEBACK　编曲：Artificial Kid's Basement）
3. 《心儿感冒的夜晚》（ハートが風邪をひいた夜）
（作词：秋元康　作曲：岡田実音　编曲：梅堀淳（日语：梅堀淳））

### 演出
- 编舞：Emma、MARI、MIHO、TOKU
- 《让我们再前进一厘米》中有使用转椅。
- 《初次的果糖》中，成员边弹附有扬声器的吉他边演唱，最后向观众席投掷彩球。
- 《隔壁的香蕉》中，间奏部分与歌曲结束后的对白每日轮替。
- 《青春的闪电》中，间奏部分将由轮值成员表演独舞。
- 《活着真好》的开头部分，由轮值成员发表“好事”谈话。
- 《爱的毛巾》中，成员们更换婚纱风服装时，屏幕上会放映轮值成员约2分半时间的谈话。
- 《摇滚吧、人生就是…》的间奏部分由轮值成员负责念白。

## AKB48 向日葵组 2nd Stage「不要让梦想死去」
- 公演期間：2007年12月8日 - 2008年4月19日
- 出演成员
  - 1st成员

秋元才加、板野友美、大岛麻衣、大岛优子、小野惠令奈、河西智美、小嶋陽菜、佐藤夏希、佐藤由加理、篠田麻里子、高桥南（高橋みなみ）、野呂佳代、前田敦子、增田有華、峯岸南（峯岸みなみ）、宫泽佐江
  - 2nd成员

大堀惠、奥真奈美、川崎希、小林香菜、驹谷仁美、户岛花、成田梨纱、早野薫、松原夏海
  -     - 当時研究生：倉持明日香、小原春香、佐藤亚美菜、近野莉菜、中田千智（中田ちさと）、成瀨理沙、藤江丽奈（藤江れいな）、宮崎美穗

※先后发表了倉持于2008年3月4日、成瀬于3月24日升格至Team K；藤江于3月26日、佐藤亚于4月15日升格至Team A的消息。
※中西里菜、大江朝美、梅田彩佳三人未出演本公演。
- 分组曲担当
  - Bye Bye Bye 
    - 小嶋、户岛
    - 高桥、驹谷、宫崎
    - 峯岸、早野

  - 初次的果糖
    - 前田敦、成田
    - 佐藤夏、驹谷
    - 宫泽、藤江

  - 隔壁的香蕉
    - 小野、奥
    - 河西、小林

  - 记忆的两难
    - 大岛麻、倉持
    - 佐藤由、中田
    - 野呂、松原
    - 増田、小原、近野

  - Confession 
    - 秋元、成瀨
    - 大岛优、佐藤亚
    - 篠田、大堀
    - 板野、川崎

## AKB48 in 剧场G-Rosso 「不要让梦想死去」公演
- 公演期間：2009年6月4日 - 10月23日
- 出演成员由下记unit曲各位置中选出1人，编成16人举行公演。曾出演向日葵组公演的成员，多数与当时担任同一位置。AKB48全体成员及7期生为止的研究生几乎全员出演，但奥真奈美、浦野一美以及于2009年8月23日毕业的佐伯美香没有出演。8期研究生当中，只有淺居圓有出演。
- 分组曲担当（（研）表示出演当时为研究生）
  - Bye Bye Bye
    - 峯岸、平嶋夏海、石田晴香（研）
    - 小嶋、小林、仁藤萌乃、前田亚美（研）
    - 高桥、梅田、中塚智實

  - 初次的果糖
    - 宫泽、藤江、仲谷明香 、高城亚树、鈴木玛利亚（鈴木まりや）（研）
    - 前田敦、近野、渡邊麻友、鈴木紫帆里（研）
    - 佐藤夏、片山陽加、佐藤堇（佐藤すみれ）（研）

  - 隔壁的香蕉
    - 河西、高城、藤江、仲川遥香、岩佐美咲（研）
    - 小野、宫崎、多田爱佳

  - 记忆的两难
    - 倉持、北原里英、柏木由纪
    - 增田、小原、松井咲子（研）
    - 野呂、田名部生来、野中美乡（研）
    - 佐藤由、松原、内田真由美（研）

  - Confession
    - 篠田、大堀、米澤瑠美、小森美果（研）
    - 大岛优、佐藤亚、淺居（研）
    - 秋元、中田、大家志津香（研）
    - 板野、指原莉乃、菊地彩香（菊地あやか）（研）

## AKB48 Team 4 4th Stage「不要讓夢想死去」公演
- 公演期間：2015年12月3日－
- 出演成員：飯野雅、伊豆田莉奈、岩立沙穗、大川莉央、大森美優、岡田彩花、岡田奈奈、川本紗矢、北川綾巴、北澤早紀、小嶋真子、込山榛香、佐藤妃星、澀谷凪咲、高橋朱里、朝長美櫻、名取稚菜、西野未姬、野澤玲奈、村山彩希
- Team 4選秀研究生：千葉惠里
- 其他队伍成员：
  - Team A：佐佐木優佳里、田北香世子
  - Team K：阿部玛利亚、島田晴香、下口绯奈奈
  - Team B：田名部生来
  - Team B選秀研究生：高橋希良、西川怜、山邊歩夢
- 分组曲擔當

| 分組曲      | 公演初日演唱成員 | 代役之表演者                                         |
| ----------- | ---------------- | ---------------------------------------------------- |
| Bye Bye Bye | 小嶋真子         | 北澤早紀                                             |
| Bye Bye Bye | 朝長美櫻         | 岩立沙穗、佐藤妃星、佐佐木優佳里、込山榛香、千葉惠里 |
| Bye Bye Bye | 北澤早紀         | 田北香世子                                           |
| 初次的果糖  | 川本紗矢         | 飯野雅                                               |
| 初次的果糖  | 西野未姬         | 千葉惠里                                             |
| 初次的果糖  | 岡田彩花         | 山邊歩夢                                             |
| 隔壁的香蕉  | 込山榛香         | 千葉惠里、西川怜、高橋希良                           |
| 隔壁的香蕉  | 岩立沙穗         | 込山榛香、西川怜                                     |
| 記憶的兩難  | 澀谷凪咲         | 佐藤妃星                                             |
| 記憶的兩難  | 飯野雅           | 北澤早紀、下口绯奈奈                                 |
| 記憶的兩難  | 伊豆田莉奈       | 野澤玲奈、島田晴香、田名部生来                       |
| 記憶的兩難  | 高橋朱里         | 伊豆田莉奈                                           |
| Confession  | 大森美優         | 佐佐木優佳里                                         |
| Confession  | 岡田奈奈         | 大川莉央、岡田彩花                                   |
| Confession  | 村山彩希         |                                                      |
| Confession  | 北川綾巴         | 野澤玲奈、込山榛香、大川莉央、千葉惠里、阿部玛利亚   |

## SNH48 Team SII 5th Stage「讓夢想閃耀」公演
- 公演日期：2015年6月26日[1]－2016年2月18日
- 出演成員
  - 常规16人演出：陳觀慧、陳思、戴萌、蔣芸、孔肖吟、李宇琪、莫寒、錢蓓婷、邱欣怡、孫芮、吳哲晗、徐晨辰、許佳琪、徐子軒、趙嘉敏、張語格
  - 初日演出：陳觀慧、陳思、戴萌、蔣芸、孔肖吟、李宇琪、莫寒、錢蓓婷、沈之琳、溫晶婕、徐晨辰、許佳琪、徐子軒、袁雨楨、趙曄、張語格
- 分組曲負責成員
  - Bye Bye Bye（莫寒、錢蓓婷、吳哲晗（趙曄））
  - 巧克力糖果（陳觀慧、孫芮（溫晶婕）、徐子軒）
  - 青涩的香蕉（許佳琪、張語格）
  - 記憶迷宮（陈思、蒋芸、李宇琪、趙嘉敏（沈之琳））
  - 不曾后悔（戴萌、孔肖吟、邱欣怡（袁雨楨）、徐晨辰）

## 劇場公演CD

### 向日葵组 2nd Stage「不要让梦想死去」（CD）
- 收錄成員
秋元才加、板野友美、大島麻衣、大島優子、小野惠令奈、河西智美、小嶋陽菜、佐藤夏希、佐藤由加理、篠田麻里子、高橋南、野呂佳代、前田敦子、增田有華、峯岸南、宮澤佐江
- 收錄曲
  1. overture
  2. 浪漫、不需要
  3. 不要讓夢想死去
  4. 讓我們再前進一厘米
  5. 爱与自尊
  6. Bye Bye Bye（歌：峯岸、小嶋、高橋）
  7. 初次的果糖（歌：宮澤、前田、佐藤夏）
  8. 隔壁的香蕉（歌：河西、小野）
  9. 記憶的兩難（歌：大島麻、増田、野呂、佐藤由）
  10. Confession（歌：秋元、大島優、篠田、板野）
  11. 去森林吧
  12. 青春的閃電
  13. 活著真好
  14. 愛的毛巾
  15. 搖滾吧、人生就是…
  16. 50%
  17. 心兒感冒的夜晚

## 劇場公演DVD

### 向日葵组 2nd Stage「不要让梦想死去」（DVD）
1st成員和2nd成員的兩種類型的公演收錄。
- 收錄成員
  - 1st成員

秋元才加、板野友美、大島麻衣、大島優子、小野惠令奈、河西智美、小嶋陽菜、佐藤夏希、佐藤由加理、篠田麻里子、高橋南、野呂佳代、前田敦子、增田有華、峯岸南、宮澤佐江
  - 2nd成員

大堀惠、奥真奈美、川崎希、倉持明日香、小原春香、小林香菜、駒谷仁美、佐藤亜美菜、近野莉菜、戶島花、中田千智、成田梨紗、成瀨理沙、早野薫、藤江丽奈、松原夏海、宮崎美穗
- 收錄曲
  1. overture
  2. 浪漫、不需要
  3. 不要讓夢想死去
  4. 讓我們再前進一厘米
  5. 爱与自尊
  6. Bye Bye Bye
    - 1st成員：峯岸、小嶋、高橋
    - 2nd成員：早野、戸島、宮崎

  7. 初次的果糖
    - 1st成員：宮澤、前田、佐藤夏
    - 2nd成員：藤江、成田、駒谷

  8. 隔壁的香蕉
    - 1st成員：河西、小野
    - 2nd成員：小林、奥

  9. 記憶的兩難
    - 1st成員：大島麻、増田、野呂、佐藤由
    - 2nd成員：倉持、小原、松原、中田

  10. Confession
    - 1st成員：秋元、大島優、篠田、板野
    - 2nd成員：大堀、佐藤亜、成瀬、川崎

  11. 去森林吧
  12. 青春的閃電
  13. 活著真好
  14. 愛的毛巾
  15. 搖滾吧、人生就是…
  16. 50%
  17. 心兒感冒的夜晚